# Tatort: Schatten der Angst
Schatten der Angst ist ein Fernsehfilm aus der Krimireihe Tatort. Der vom SWR unter der Regie von Martin Eigler produzierte Beitrag wurde am 6. April 2008 im Ersten Programm der ARD erstgesendet. Es ist die 694. Tatortfolge und der vierundvierzigste Fall der Ludwigshafener Kommissare Odenthal und Kopper. Die Erstausstrahlung wurde durch ein umfangreiches Diskussionsforum im Internet ergänzt. Der Film wurde außerdem die gesamte Woche nach der Ausstrahlung vom SWR kostenlos online gestellt, um auch Zuschauern, die die Sendung verpasst haben, eine Teilnahme an dem Forum zu ermöglichen. Zuvor war eine ursprünglich für den 10. Februar geplante Ausstrahlung „aus Respekt vor der Trauer der Angehörigen der Brandkatastrophe von Ludwigshafen“ (ARD) verschoben worden.

## Handlung
Ercan Celik, der Besitzer eines türkischen Imbiss,  wird spät abends, als er seine Arbeit beenden will, mit seinem eigenen Transporter überfahren, der auf dem Parkplatz des Einkaufszentrum stand, zu welchem sein Geschäft gehört. Die Kommissare Odenthal und Kopper gehen zunächst von einem Unfall mit Fahrerflucht aus. Von ihrem Vorgesetzten, Kriminalrat Wolf, erfahren sie, dass sich das LKA für den Fall interessiert und sie ihn deshalb auch abgeben können, wenn sie wollen. Dafür sieht Odenthal allerdings keine Veranlassung und sie ermittelt, wie in solchen Fällen üblich. Als erstes wird die Familie befragt, ob es irgendwelche Streitigkeiten mit Lieferanten oder Geschäftspartnern gäbe. Die Kommissarin hat es dabei nicht einfach, von der türkischen Familie akzeptiert zu werden, und erfährt lediglich, dass Ercan Celik ein guter Mensch gewesen sei und niemand Grund gehabt habe, ihm zu schaden.
Auf dem Präsidium meldet sich Kommissar Yilmaz vom LKA. Er leitet die Ermittlungen in einer Serie von Tötungsdelikten an türkischen Gaststättenbetreibern, die sich in letzter Zeit ereignet haben. Man sei auf der Spur mysteriöser Auftragskiller und nehme an, dass auch der Fall Celik dazu gehören könnte. Ob Schutzgelderpressung, Drogen- oder Menschenhandel dahinterstecke, sei noch nicht bekannt. Brauchbare Spuren gäbe es bisher nicht und auch Raub scheide aus, da bei keinem der Fälle etwas entwendet wurde. Auch einen islamistischen oder rechtsradikalen Hintergrund schließe man aus. Yilmaz möchte im Hintergrund bleiben und Odenthal zuarbeiten, so sie es wünsche.
Kopper kann indessen herausfinden, dass neben dem Transporter auch noch ein silberfarbener PKW auf dem Parkplatz stand, der sehr zügig weggefahren sein soll. Dieser Hinweis und die Beschreibung des Wachmanns vom Einkaufszentrum führen zu Peter Bogner. Dieser wurde am Tatabend von einer Polizeistreife in der Nähe des Imbiss volltrunken mit seinem PKW gestellt, nachdem er den Beamten wegen seiner Fahrweise aufgefallen war. Als Odenthal und Kopper ihn befragen wollen, flieht er. Von seiner Schwester erfahren sie, dass ihr Bruder und die Ehefrau des Toten sich gut kannten. Da die Familienehre bei den türkischen Mitbürgern einen sehr hohen Stellenwert besitzt, sollten die Sahins das nie erfahren. Ob Ercan Celik von dem Verhältnis wusste, kann Franziska Bogner nicht sagen. Nachdem es Kopper gelingt, Bogner zu stellen, gibt er zu, in Derya Celik verliebt zu sein. Da sie von ihrem Mann nicht gut behandelt wurde, wollte er mit ihm sprechen und sei deshalb auf dem Parkplatz gewesen. Ercan Celik habe da aber bereits tot am Boden gelegen, weshalb er dann auch so schnell weggefahren sei.
Odenthal und Kopper bringen in Erfahrung, dass Ercan Celik extra von den Sahins aus der Türkei geholt wurde, um den Imbiss des Sohnes Önder Sahin, der zu kriminellen Aktivitäten neigt, am Laufen zu halten. Die Aufenthaltsgenehmigung für die Bundesrepublik hatte er kurzerhand durch die arrangierte Heirat mit der Tochter der Sahins erhalten. Von Bogner erfahren die Ermittler, dass die Ehe bisher nur auf dem Papier bestand und Celik seit kurzem darauf bestand, die Ehe auch zu vollziehen. Doch ihn umzubringen oder umbringen zu lassen, um für Bogner frei zu sein, würde Derya nichts nützen, da sie sich dann auch von ihrer Familie loszusagen müsste. Ihre Kultur lässt eine Beziehung zu einem Deutschen nicht zu.
Die Überwachung von Önder Sahin durch das LKA bringt zutage, dass dieser mit Anabolika handelt und somit für die Tatzeit ein Alibi hat. Dennoch wird er von Yilmaz verhaftet, der damit einen Ermittlungserfolg verbuchen kann und zufrieden ist.
Für Odenthal fällt jedoch ihr Hauptverdächtiger weg. Sie ist davon überzeugt, den Täter im Kreis der Familie Sahin zu finden. Von Derya hatte sie erfahren, dass ihr jüngster Bruder Baris immer alles getan hatte, um sie zu beschützen. Somit dürfte es ihm nicht gefallen haben, dass sein Schwager in letzter Zeit seiner Schwester Gewalt angetan hatte. Während Odenthal und Kopper nach ihm suchen, ist er gerade dabei, seine Schwester zur Rechenschaft zu ziehen. Mit vorgehaltener Waffe macht er ihr Vorwürfe, dass sie ihn in diese Situation bringe. Die Familie hat gerade von Derya Verhältnis zu Bogner erfahren und nun soll er die Familienehre wiederherstellen. Er, der er seine Schwester über alles liebt und sie von dem Mann befreite, der ihr Gewalt angetan hatte, er soll sie nun töten? Ehe es dazu kommt, erscheinen Odenthal und Kopper und können so den Ehrenmord verhindern und Baris festnehmen. Baris ist froh darüber, denn nun kann ihn niemand mehr zwingen, seiner Schwester etwas anzutun.

## Hintergrund
Der Film spielt in einer türkischstämmigen Familie in Ludwigshafen. Ein Ehemann wird von seinem eigenen Auto überfahren. Die Familie des Getöteten verhält sich höchst verdächtig. Laut Peter Boudgoust geht es „um Familienehre und Stolz, um einen strengen türkischen Vater und seine Tochter, die ihren eigenen Lebensentwurf hat, kurz gesagt: Um die schwierige Integration von Einwanderern aus einem anderen Kulturkreis in die deutsche Gesellschaft“.
Am 3. Februar kam es in einem zum Großteil von Türken bewohnten Mehrfamilienhaus in Ludwigshafen zu einem Brand, bei dem neun Menschen – darunter fünf Kinder – starben und sechzig weitere verletzt wurden. Die ARD beschloss den für den 10. Februar geplanten Krimi, der unter in Ludwigshafen lebenden Türken spielt, zu verschieben, sodass dieser dann erst am 6. April ausgestrahlt wurde. Zum Zeitpunkt der ursprünglich geplanten Ausstrahlung stand noch nicht fest, dass es sich um einen gewöhnlichen Brand und nicht – wie zuvor nach Falschaussagen zweier Betroffener vermutet – einen fremdenfeindlichen Anschlag handelte. Maßgeblich beigetragen zu dem Entschluss der zweimonatigen Sendeverzögerung war der ein paar Monate zuvor ereignete Großprotest von Aleviten, die sich durch eine vorher laufende Folge des Tatorts (Wem Ehre gebührt) diskriminiert sahen und die ARD daher eine zweite Protestwelle dieser Art verhindern wollte.

## Rezeption

### Einschaltquoten
Die Erstausstrahlung von Schatten der Angst am 6. April 2008 wurde in Deutschland insgesamt von 8,06 Millionen Zuschauern gesehen und erreichte einen Marktanteil von 23,6 Prozent für Das Erste.

### Kritiken
Rainer Tittelbach von tittelbach.tv bewertet anerkennend: „Ein heißes Eisen! Das Thema türkischer Mord im Namen der Ehre gerät sozialkritisch in den Fokus. Martin Eigler gelingt eine sensible Annäherung an das brisante Thema. Die besondere Stärke des Films ist die sensible Darstellung des Konflikts. Gezeigt wird kein ‚Ehrenmord‘, sondern eine türkische Frau in der Klemme. Nicht nur psychologisch höchst spannend!“
Dem Medienkritiker bei Deutschlandradio Kultur Bernd Gäbler fiel positiv auf, „dass diesmal auch der BKA-Beamte, der reinkam, ein Türke war, ansonsten aber doch sehr nach Klischee besetzt.“
Kathrin Buchner von stern.de wertet: „Schnitt, Aufbereitung und Ermittlungen sind konventionell wie selten in einem ‚Tatort‘. Alibis werden brav gecheckt, Verdächtige überprüft, lediglich der Beamte des LKAs, selbst Türke, womit eine allzu eindimensionale Darstellung dieser Bevölkerungsgruppe unterlaufen wird, darf zu unkonventionellen Methoden greifen, indem er einfach mal den Kofferraums eines Autos aufbricht. Schutzgeldforderungen, türkische Mafia, organisierte Kriminalität, Prügeleien, Drogenhandel mit Anabolika - das Drehbuch von Annette Bassfeld-Schepers und Martin Eigler streift jeglichen Verbrechenshintergrund, um dann doch wieder zur grausamsten aller Bedrohungen zurückzukehren: der Gewalt in der eigenen Familie.“ (Kathrin Buchner, Stern)

## Auszeichnungen
- 2009: 5. Marler Fernsehpreis für Menschenrechte[6]